# (8685) Fauré
(8685) Fauré, désignation internationale (8685) Faure, est un astéroïde de la ceinture principale.

## Description
(8685) Faure est un astéroïde de la ceinture principale. Il fut découvert le 4 avril 1992 à La Silla par Eric Walter Elst. Il présente une orbite caractérisée par un demi-grand axe de 2,21 UA, une excentricité de 0,05 et une inclinaison de 0,9° par rapport à l'écliptique.

## Étymologie
Cet astéroïde est nommé en l'honneur du compositeur français Gabriel Fauré (1845-1924).

## Compléments